# Broughton Mills
 (septembre 2023).
Pour les articles homonymes, voir Broughton.
Broughton Mills est un village de Cumbria, Angleterre.